# Institution Taylor
L’Institution Taylor (en anglais : Taylor Institution, dite Taylorian) est la bibliothèque de l’université d'Oxford consacrée aux langues européennes riche de près de 500 000 volumes. Fondée en 1845 à la suite d'un legs de la succession de l'architecte Robert Taylor (1714-1788), elle occupe l'aile orientale du bâtiment néo-classique abritant également le musée ashmoléen, rue St Giles'.

## Fonds
Le fonds est particulièrement riche en français, allemand, italien, espagnol et portugais. Une annexe située Wellington Square regroupe les langues grecques, slaves, ouraliennes et albanaises. La Taylorian abrite également des salles de cours de la faculté des langues médiévales et modernes. 